# 현대 팰리세이드
현대 팰리세이드(Hyundai Palisade)는 현대자동차의 전륜구동 기반 준대형 SUV이다.

## 1세대(LX2)

### 팰리세이드 (2018년12월 11일~2022년5월 19일)

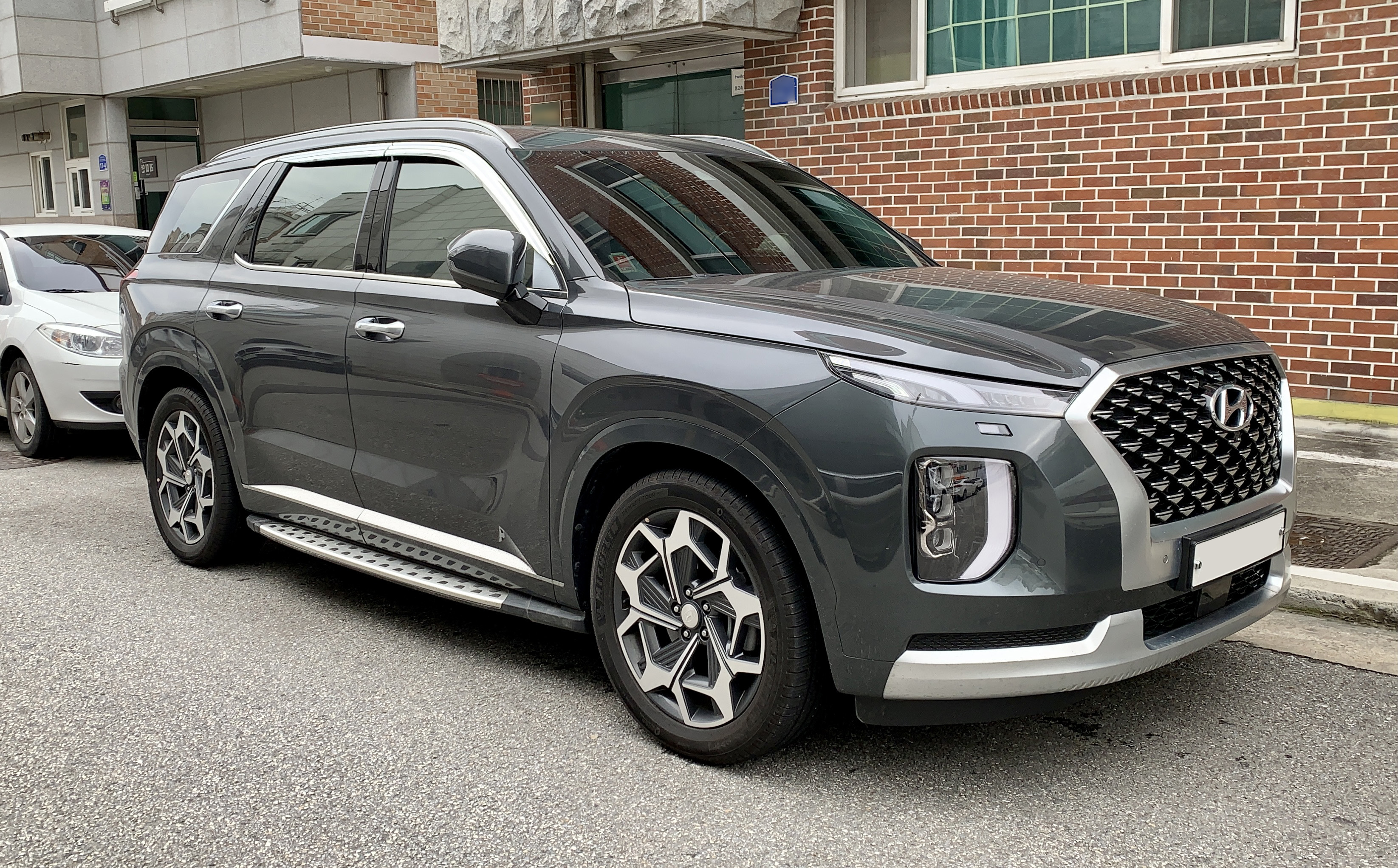
현대 팰리세이드 전측면

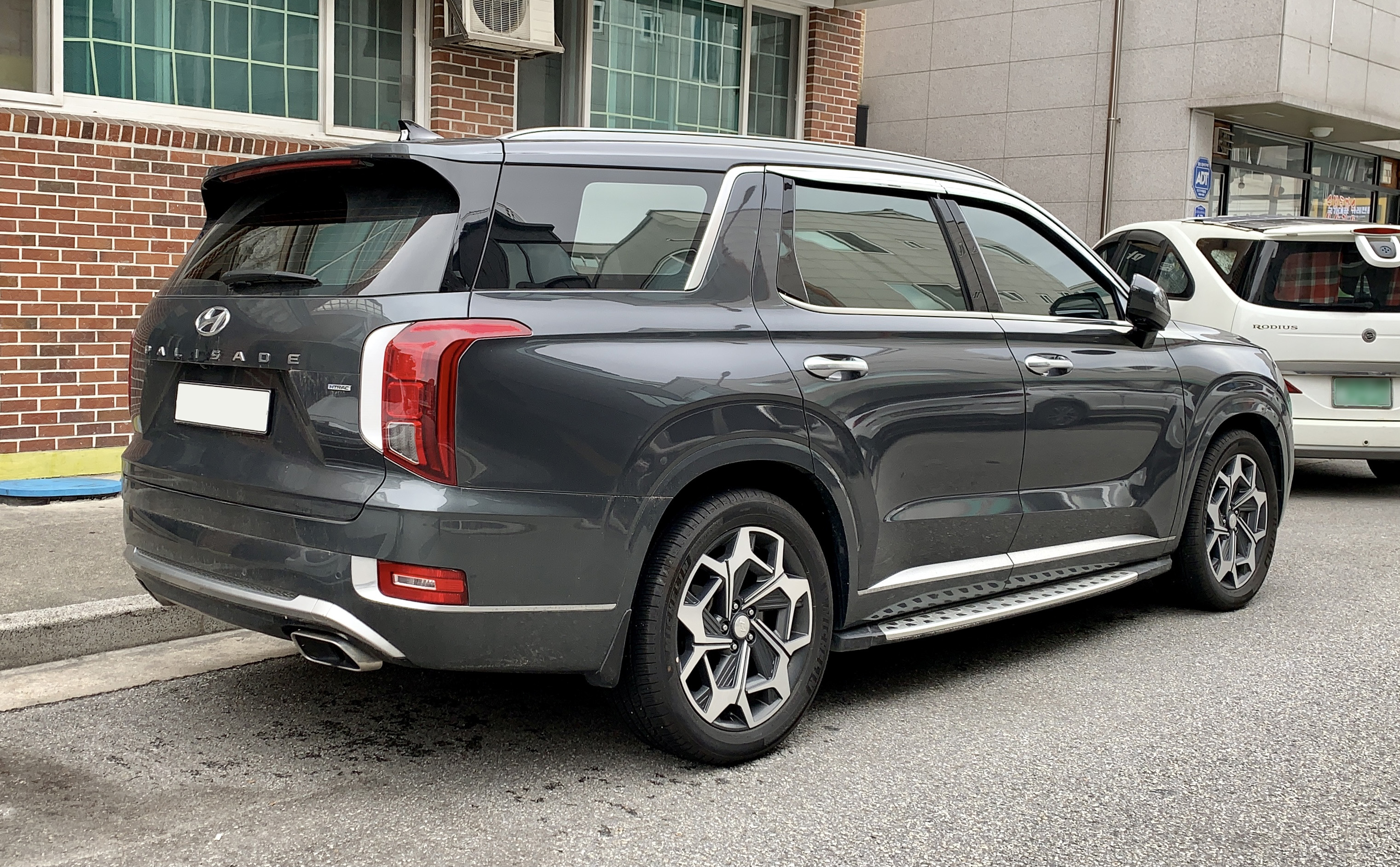
현대 팰리세이드 후측면

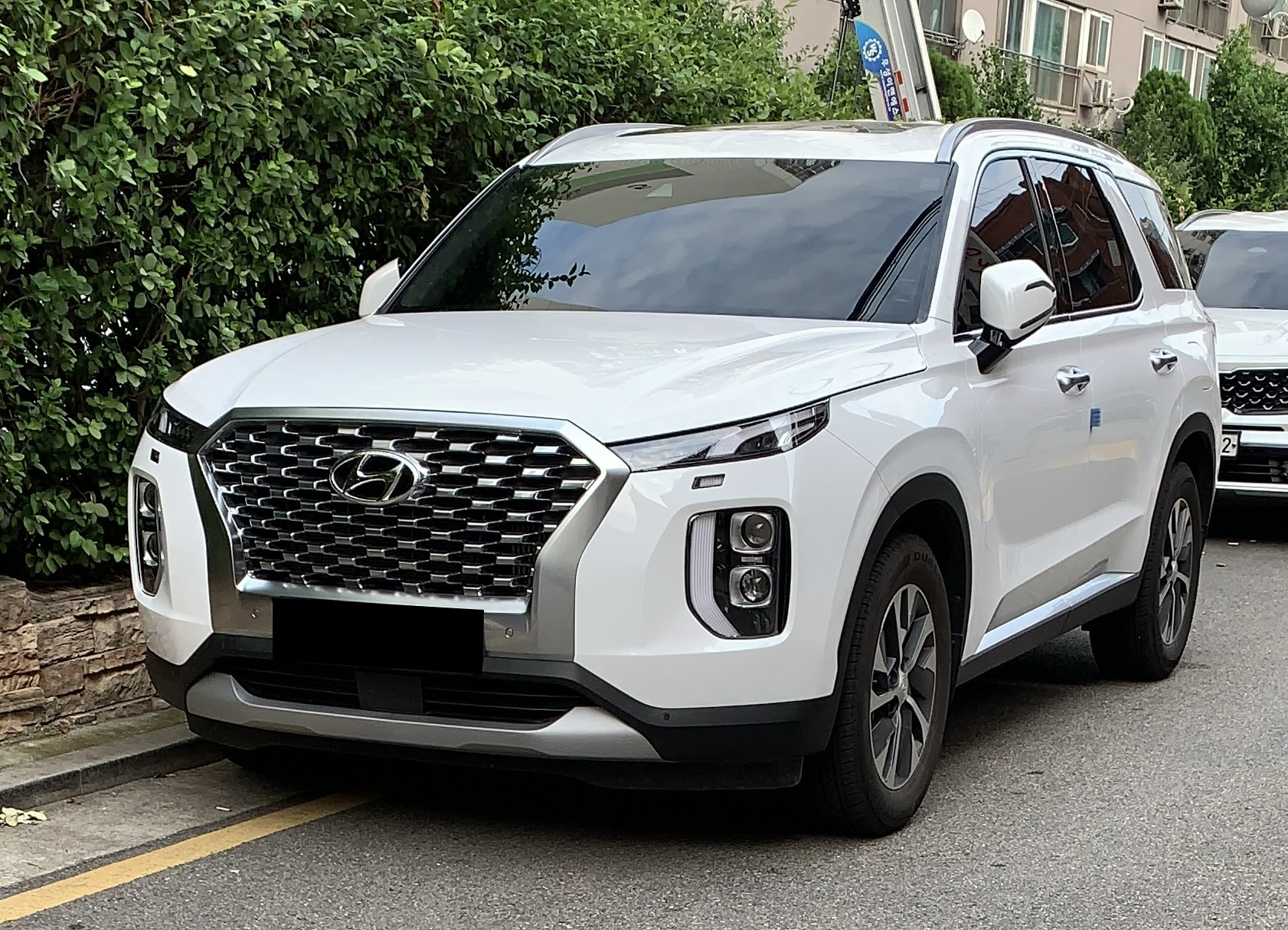
현대 팰리세이드 익스클루시브

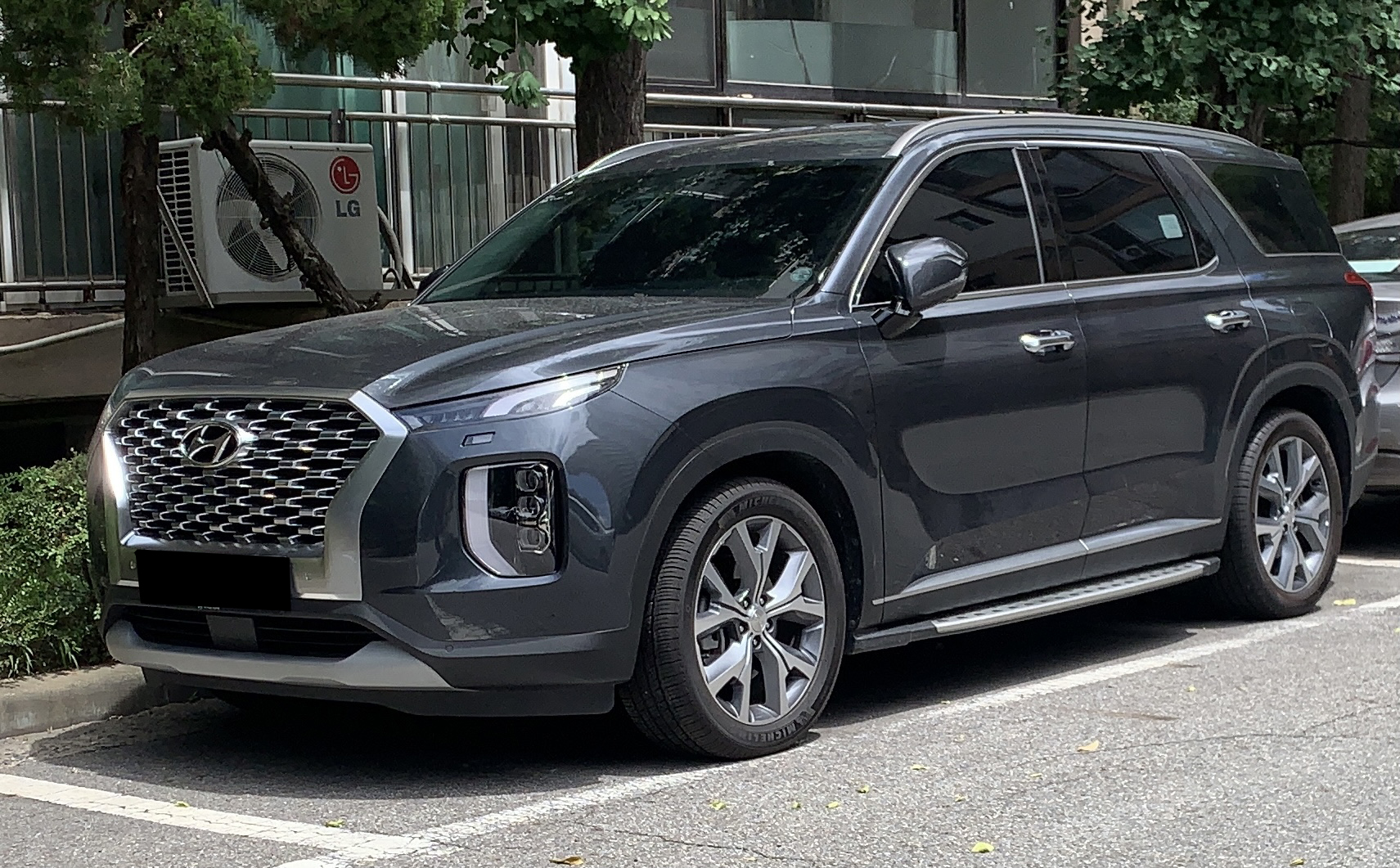
현대 팰리세이드 프레스티지

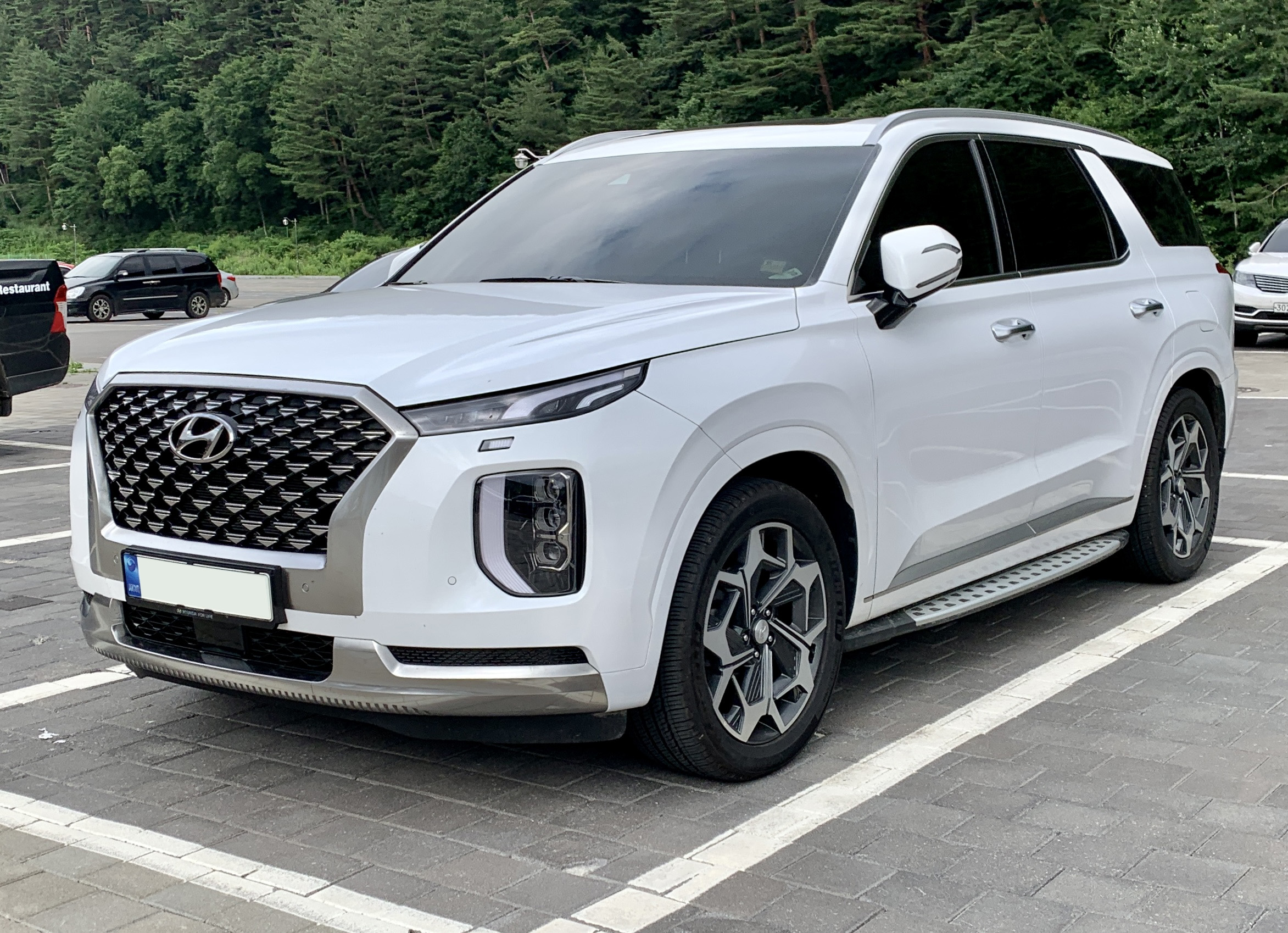
현대 팰리세이드 캘리그래피

2018년 11월 열린 LA오토쇼에서 최초로 공개되었다. 디자인은 현대자동차의 SUV 아이덴티티인 상하 분리형 헤드 램프 (컴포지트 램프)를 적용했다. 크롬 메시타입 6각형 그릴은 대형화와 입체감을 더했고 LED 주간주행등은 상단 램프과 하단 램프와 이어진 방식으로 강인하면서도 고급스러운 이미지를 구현했다. 대한민국 내수형 모델은 대한민국 자동차 법규에 따라 상하 분리 램프 사이에 있는 부분에 DRL을 추가했으며 하단 헤드램프에 2개의 램프가 아닌 3개의 램프가 장착되어 있다. 보닛을 기존의 차량에 비해 높여 공기역학적 요소 보다 강인함과 웅장함을 중시한 디자인으로 구성되어 있다. 측면은 상단 헤드램프에서 후미등까지 어이진 캐릭터 라인과 하단에 웨이스트 라인으로 포인트를 주고 휠 하우징을 강조한 아치 라인도 더했다. 차체가 길어진 만큼 단순히 후면을 늘린 듯한 디자인을 탈피하기 위해 뒷좌석 도어를 늘려 균형 잡힌 모습을 하고 있다. 거기에 크롬라인으로 지붕과 필러를 나누어 독특한 디자인을 선보였다. 20인치 알로이 휠은 5개의 스포크가 뻗으면서 각각 2개식으로 갈라진 디자인을 하고 있으며 싼타페의 19인치 휠에 비해 더욱 웅장하고 고급스러워진 분위기를 연출하고 있다. 팰리세이드의 뒷면은 세로배열로 배치된 후미등이 측면 캐릭터 라인에서 이어져서 LED 야간 표시등과 함께 하단으로 내려오며 사각형의 LED등이 3열로 배치되어 있고 크롬 장식이 램프 안쪽으로 뻗어 있다.
4륜구동 모델은 전자식 AWD인 HTRAC이 탑재되며, HTRAC 최초로 험로 주행 모드가 추가된다. 험로 주행 모드의 경우, SNOW, MUD, SAND 3가지 모드를 지원하며 각 모드에 따라 차량의 출력 분배나 브레이크 작동으로 슬립현상을 최소화하며 접지력이 가장 높은 바퀴에 출력을 분배한다. 295마력 3.8리터 V6 람다 II GDI 엔진은 같은 람다 II 엔진과 다르게 앳킨슨 사이클이 추가된 엔진으로, 열효율을 높혀 차량의 연비 향상에도 도움을 준다. 조향장치는 R-MDPS가 장착되며 8단 자동변속기에 전자식 변속버튼이 장착된다.
실내는 미래지향적이고 고급감을 지향하도록 일체형 형상의 클러스터와 대화면 AVN(Audio Video Navigation System)을 장착했고 7인치 컬러 LCD 클러스터와 10.25인치 내비게이션을 장착, 브릿지 타입의 콘솔을 장착했다. 또 편의성면에서 나파가죽 시트를 옵션으로 장착할 수 있도록 하고 KRELL 프리미엄 사운드 시스템 에 12개의 스피커가 장착된다. 운전석 파워시트는 8개의 자세로 조정할 수 있으며 2way 전동식 럼버서포트, 동승석 워크인 디바이스, 수동식 뒷좌석 도어 커튼, 운전석 자세 메모리 시스템이 탑재된다. 2열과 3열을 편리하게 탑승할 수 있도록 2열 스마트 원터치 워크인 & 폴딩과 3열 파워 폴딩시트 / 2열 원터치 폴딩 시스템을 장착해 원터치만으로 자유롭게 2열과 3열 시트를 접을 수 있게 하였다.
안전 장치로는 9개의 에어백 시스템과 지능형 주행안전 기술이 응축된 액티브 세이프티 시스템을 탑재하여 승객 안전에 최선을 다하고 초고장력 강판을 전면은 물론 후면에도 장착하여 차체 강성 및 후면 충돌에도 대응하도록 하였다. 편의 장치로 1열부터 3열까지 사용자경험(UX) 기반 디자인과 안전 및 편의 장치를 적용했으며 후석 대화, 후석 취침모드를 새롭게 개발, 고감도 마이크를 통해 운전자는 주행 중에도 큰 소리를 내지 않고도 평상시의 목소리로 후석 탑승자와 대화할 수 있다. 특히 후석 승객이 취침 시 후석 스피커를 음소거 하고 1열 스피커만 활성화시켜 운전자가 편안하게 음악을 들을 수도 있다. 다른 편의 사양으로 서라운드 뷰 모니터, 스마트 파워 테일게이트, 액티브 노이즈 컨트롤, HUD, 2열 통풍시트등이 있다.
국내에서는 2018년 12월 11일에 출시되었고, 2.2리터 커먼레일 디젤 엔진과 V6 3.8리터 앳킨슨 사이클 가솔린 직접분사 엔진이 제공된다. 7인승과 8인승으로 출시되며, 7인승은 2+2+3 배열이다. 해외에는 2019년 여름에 출시되었다. 2020년 5월 6일에는 연식 변경 모델인 2020년형을 출시했으며, 기존 프레스티지 트림을 한층 고급화시킨 캘리그래피 트림이 신상 설계되었다.  우핸들용은 2021년 1월 인도네시아에서 처음으로 출시 하였다.

#### 라인업
- 익스클루시브(디젤/가솔린)(2WD/AWD)
- 프레스티지(디젤/가솔린)(2WD/AWD)
- 캘리그래피(디젤/가솔린)(2WD/AWD)

#### 제원
팰리세이드 제원
| 구분                 | 2.2L R e-VGT 2WD (7인승/8인승) | 2.2L R e-VGT AWD (7인승/8인승)                                                                     | 3.8L 람다Ⅱ GDI 2WD (7인승/8인승)                                                               | 3.8L 람다Ⅱ GDI AWD (7인승/8인승)                                                               |
| -------------------- | --- | -------------------------------------------------------------------------------------------------- | ---------------------------------------------------------------------------------------------- | ---------------------------------------------------------------------------------------------- |
| 전장(mm)             | 4,980 | 4,980                                                                                              | 4,980                                                                                          | 4,980                                                                                          |
| 전폭(mm)             | 1,975 | 1,975                                                                                              | 1,975                                                                                          | 1,975                                                                                          |
| 전고(mm)             | 1,750 | 1,750                                                                                              | 1,750                                                                                          | 1,750                                                                                          |
| 축거(mm)             | 2,900 | 2,900                                                                                              | 2,900                                                                                          | 2,900                                                                                          |
| 윤거(전, mm)         | 1,711(21″) / 1,709(20″) / 1,720(18″) | 1,711(21″) / 1,709(20″) / 1,720(18″)                                                               | 1,711(21″) / 1,709(20″) / 1,720(18″)                                                           | 1,711(21″) / 1,709(20″) / 1,720(18″)                                                           |
| 윤거(후, mm)         | 1,723(21″) / 1,721(20″) / 1,732(18″) | 1,723(21″) / 1,721(20″) / 1,732(18″)                                                               | 1,723(21″) / 1,721(20″) / 1,732(18″)                                                           | 1,723(21″) / 1,721(20″) / 1,732(18″)                                                           |
| 승차 정원            | 7명 9명 | 7명 9명                                                                                            | 7명 9명                                                                                        | 7명 9명                                                                                        |
| 변속기               | 자동 8단 | 자동 8단                                                                                           | 자동 8단                                                                                       | 자동 8단                                                                                       |
| 서스펜션(전/후)      | 맥퍼슨 스트럿/멀티 링크 | 맥퍼슨 스트럿/멀티 링크                                                                            | 맥퍼슨 스트럿/멀티 링크                                                                        | 맥퍼슨 스트럿/멀티 링크                                                                        |
| 구동 형식            | 2륜 구동 | 전륜 구동                                                                                          | 2륜 구동                                                                                       | 전륜 구동                                                                                      |
| 엔진 형식            | D4HB | D4HB                                                                                               | G6DN                                                                                           | G6DN                                                                                           |
| 연료                 | 디젤 | 디젤                                                                                               | 가솔린                                                                                         | 가솔린                                                                                         |
| 배기량(cc)           | 2,199 | 2,199                                                                                              | 3,778                                                                                          | 3,778                                                                                          |
| 최고 출력(ps/rpm)    | 202/3,800 | 202/3,800                                                                                          | 295/6,000                                                                                      | 295/6,000                                                                                      |
| 최대 토크(kg*m/rpm)  | 45.0/1,750~2,750 | 45.0/1,750~2,750                                                                                   | 36.2/5,200                                                                                     | 36.2/5,200                                                                                     |
| 연료 탱크 용량 (L)   | 71 | 71                                                                                                 | 71                                                                                             | 71                                                                                             |
| 요소수 탱크 용량 (L) | 14 | 14                                                                                                 | -                                                                                              | -                                                                                              |
| 공차 중량 (kg)       | 1,945(7인승 18인치 휠)/ 1,965(8인승 18인치 휠)/ 1,965(7/8인승 20인치 휠)                                                                         | 2,010(7인승 18인치 휠)/ 2,020(8인승 18인치 휠)/ 2,020(7인승 20인치 휠)/ 2,030(8인승 20인치 휠)     | 1,870(7인승 18인치 휠)/ 1,880(8인승 18인치 휠)/ 1,880(7인승 20인치 휠)/ 1,890(8인승 20인치 휠) | 1,940(7인승 18인치 휠)/ 1,950(8인승 18인치 휠)/ 1,950(7인승 20인치 휠)/ 1,960(8인승 20인치 휠) |
| 연비(km/L)           | 도심 11.4/고속 13.8/복합 12.4(7인승 18인치 휠)/ 도심 11.1/고속 13.6/복합 12.1(8인승 18인치 휠)/ 도심 10.8/고속 13.1/복합 11.7(7/8인승 20인치 휠) | 도심 10.4/고속 12.8/복합 11.4(7/8인승 18인치 휠)/ 도심 10.4/고속 12.5/복합 11.3(7/8인승 20인치 휠) | 도심 8.5/고속 11.4/복합 9.6(7/8인승 18인치 휠)/ 도심 8.3/고속 10.9/복합 9.3(7/8인승 20인치 휠) | 도심 7.9/고속 10.6/복합 9.0(7/8인승 18인치 휠)/ 도심 8.0/고속 10.4/복합 8.9(7/8인승 20인치 휠) |
| Co2 배출량 (g/km)    | 155(7인승 18인치 휠)/ 159(8인승 18인치 휠)/ 164(7/8인승 20인치 휠)                                                                               | 170(7/8인승 18인치 휠)/ 171(7/8인승 20인치 휠)                                                     | 178(7/8인승 18인치 휠)/ 184(7/8인승 20인치 휠)                                                 | 191(7/8인승 18인치 휠)/ 192(7/8인승 20인치 휠)                                                 |

### 더 뉴 팰리세이드 (LX2 PE,2022년4월 13일~2025년4월 30일)
2022년 4월 7일, 티저 이미지 공개 후 4월 13일, 2022 뉴욕 국제 오토쇼에서 최초 공개됐다. 이후 5월 19일, 페이스리프트 모델 더 뉴 팰리세이드가 대한민국에서 정식 출시됐다. 1세대 팰리세이드의 첫 부분변경 모델이다.
전면부의 캐스케이드 그릴은 파라메트릭 실드 디자인을 적용했으며, 넓이와 크기가 확장됐다. 그릴과 헤드램프, 주간주행등까지 하나로 이어지는 디자인을 적용했으며, 수직으로 연결된 주간주행등은 두껍게 다듬어 차량의 바깥쪽으로 배치했다. 측면의 전장은 기존 모델보다 15mm 길어졌으며, 18인치/20인치 알로이 휠에 신규 디자인이 적용됐다. 후면부는 스키드 플레이트와 트레일러 히치 덮개가 확장 적용됐다. 차량 내부에는 12.3인치 디스플레이를 기본 적용하고, 에어컨과 히터 등 공조 기능의 조작을 터치 방식으로 전환했다. 또한 흡음재 두께 증대를 통해 실내 정숙성을 확보했으며, 충격 흡수 장치 개선으로 고속주행시 진동을 최소화했다. 팰리세이드 역시 2세대 출시 여부가 확정되지 않은 상황이지만 아이오닉 7에 통합되었다.
전방 충돌방지 보조, 후방 주차 충돌 방지 보조, 원격 스마트 주차 보조 등의 기술이 개선 및 추가 적용되었으며, 디지털 키 2 터치 기술이 신규 탑재됐다. 외장컬러는 어비스블랙펄, 쉐머링 실버 메탈릭, 문라이트 블루 펄, 가이아 브라운 펄, 그라파이트 그레이 메탈릭, 크리미 화이트 펄, 로버스트 에메랄드 펄(캘리그래피 등급 전용)이 있다. 

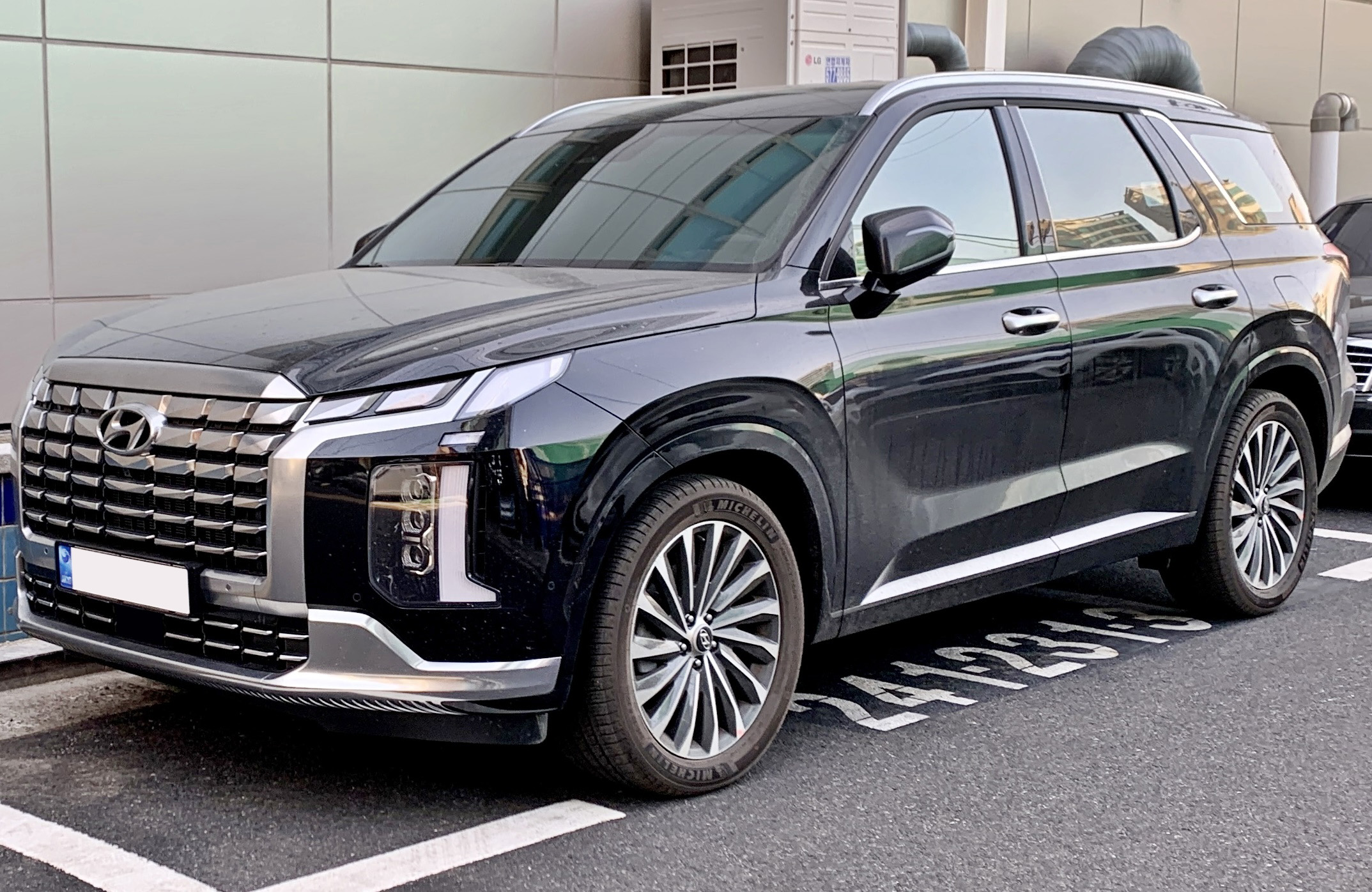
현대 팰리세이드 페이스리프트 전면
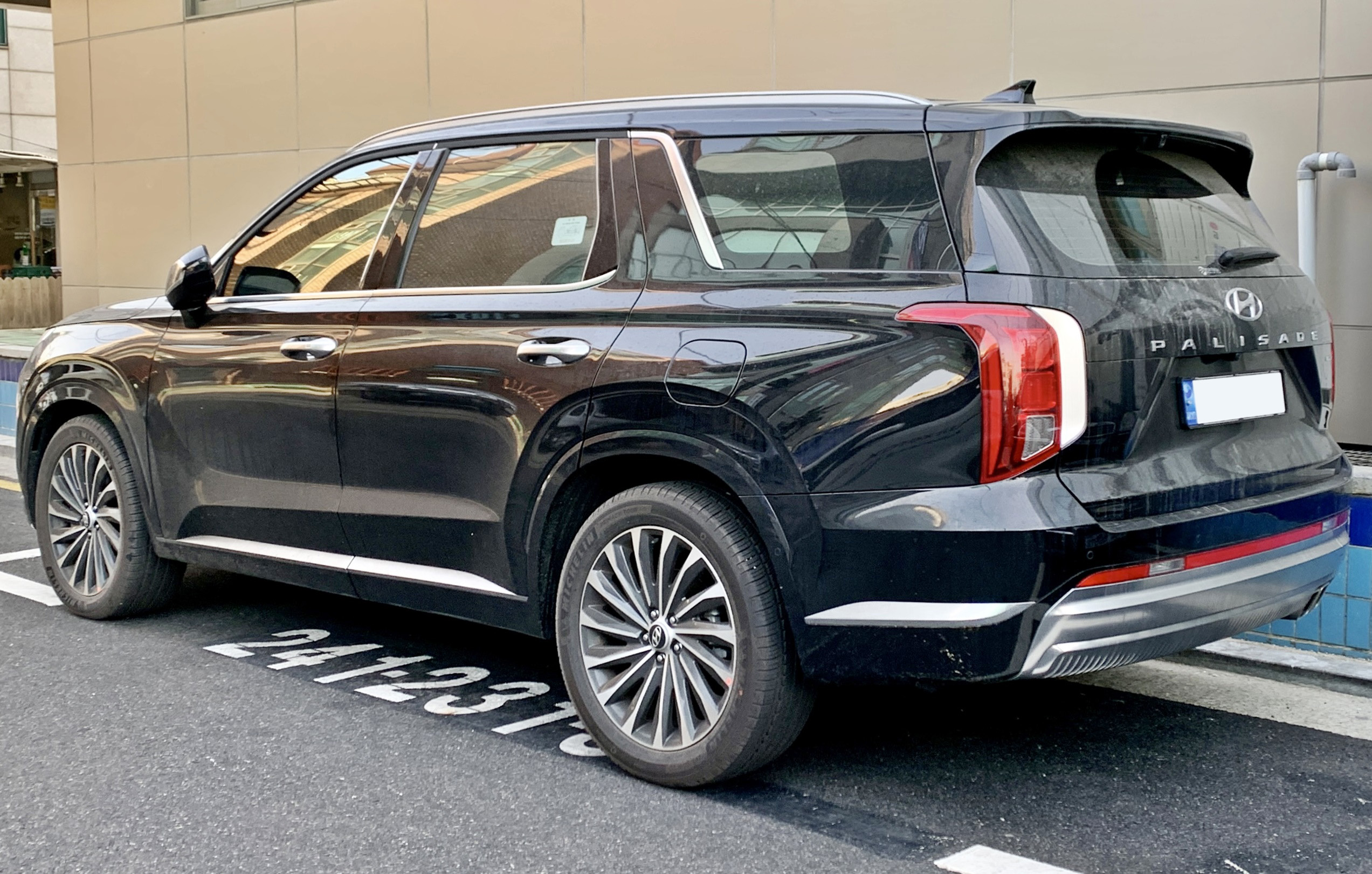
현대 팰리세이드 페이스리프트 후면
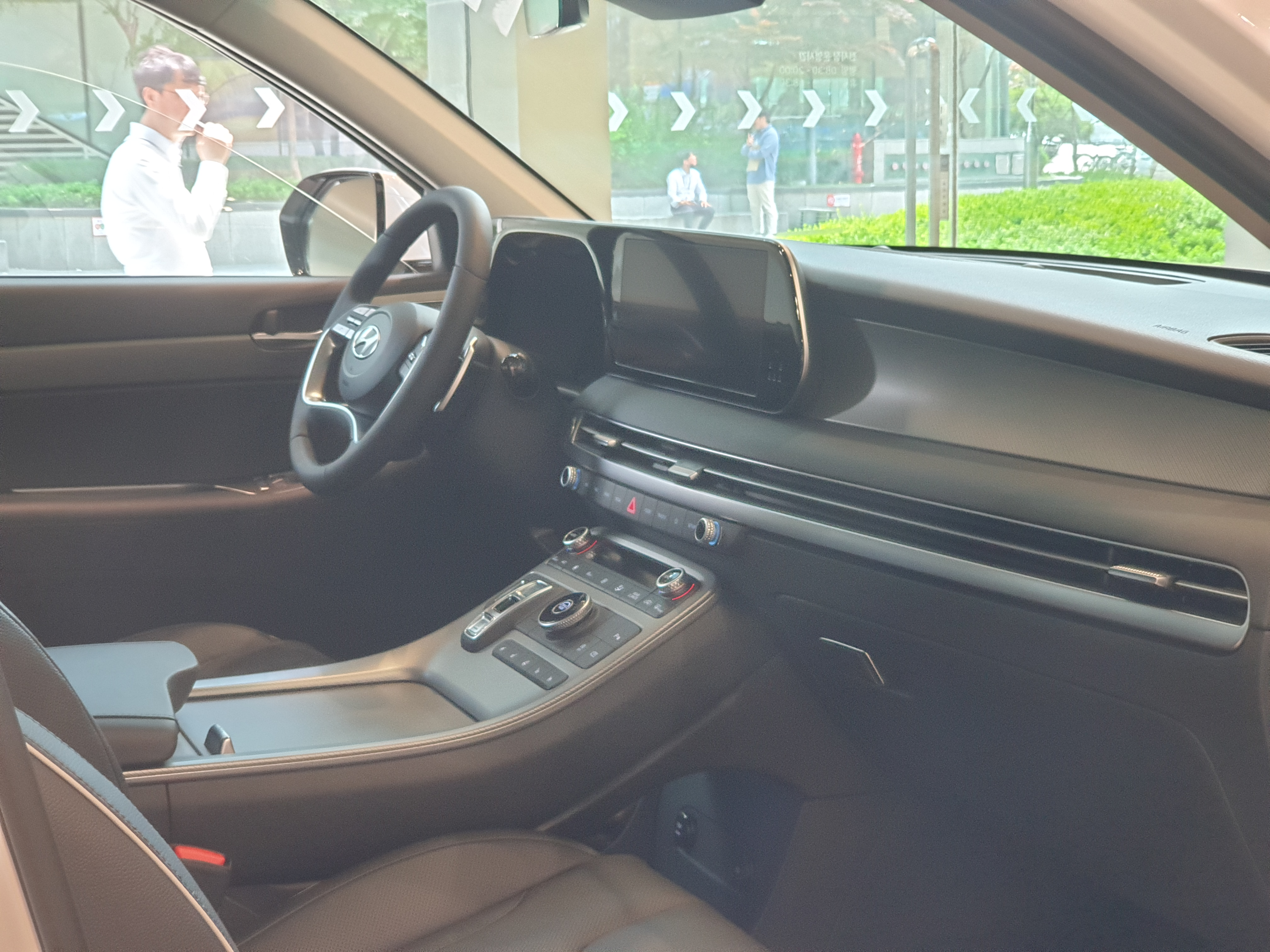
현대 팰리세이드 페이스리프트 익스클루시브 실내(블랙 모노톤)

#### 라인업
- 익스클루시브
- 프레스티지
- 캘리그래피

#### 제원
| 구분                | 디젤 2.2           | 가솔린 3.8         |
| ------------------- | ------------------ | ------------------ |
| 전장(mm)            | 4,995              | 4,995              |
| 전폭(mm)            | 1,975              | 1,975              |
| 전고(mm)            | 1,750              | 1,750              |
| 축거(mm)            | 2,900              | 2,900              |
| 윤거(전, mm)        | 1,708              | 1,708              |
| 윤거(후, mm)        | 1,716              | 1,716              |
| 엔진 형식           | e-VGT              | GDI(앳킨슨 사이클) |
| 연료탱크용량(ℓ)     | 71                 | 71                 |
| 배기량(cc)          | 2,199              | 3,778              |
| 최고 출력(ps/rpm)   | 202 / 3,800        | 295 / 6,000        |
| 최대 토크(kg*m/rpm) | 45.0 / 1,750~2,750 | 36.2 / 5,200       |

## 2세대(LX3)

### 디 올 뉴 팰리세이드 (LX3,2024년12월~현재)

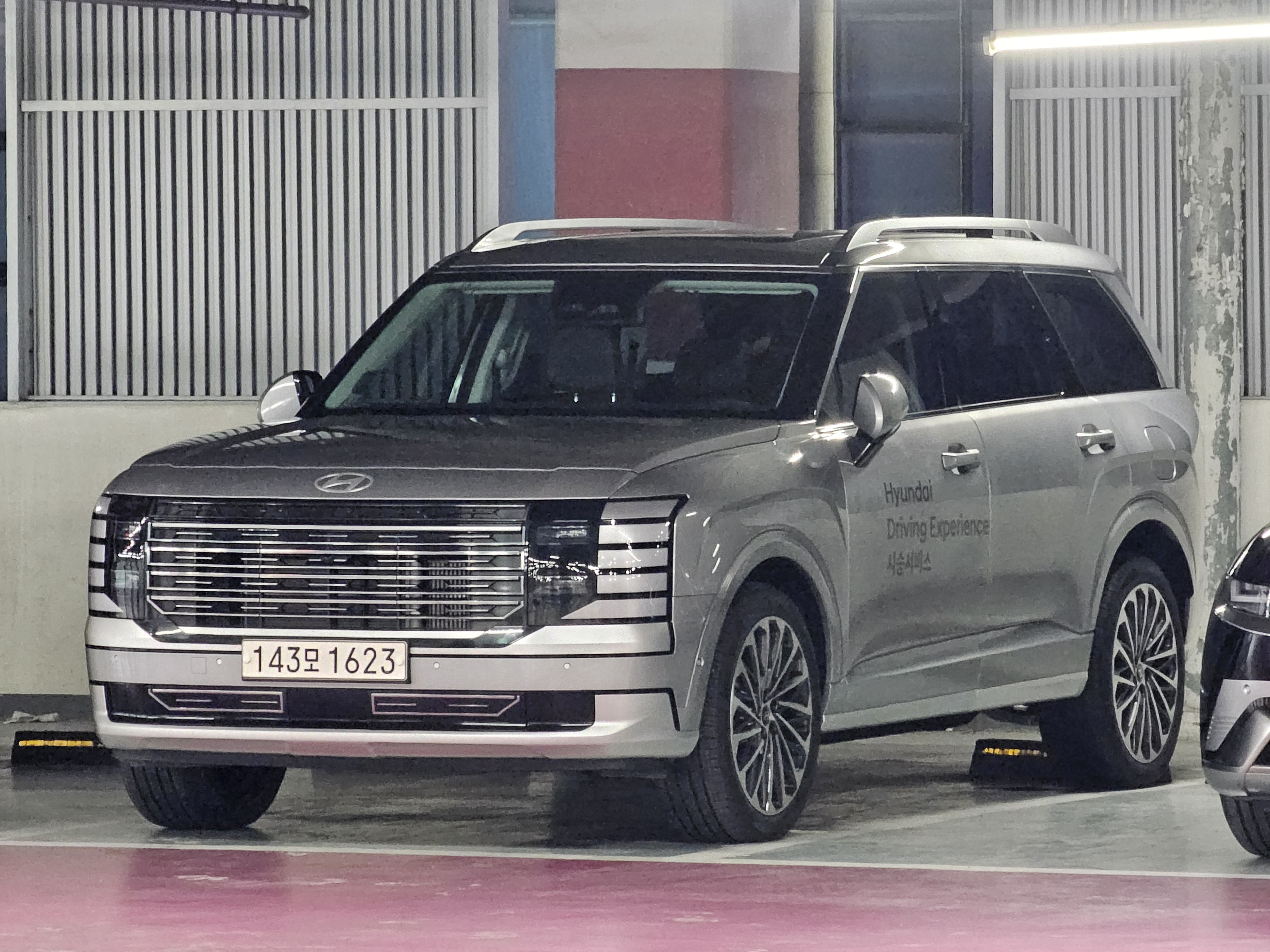
캘리그라피

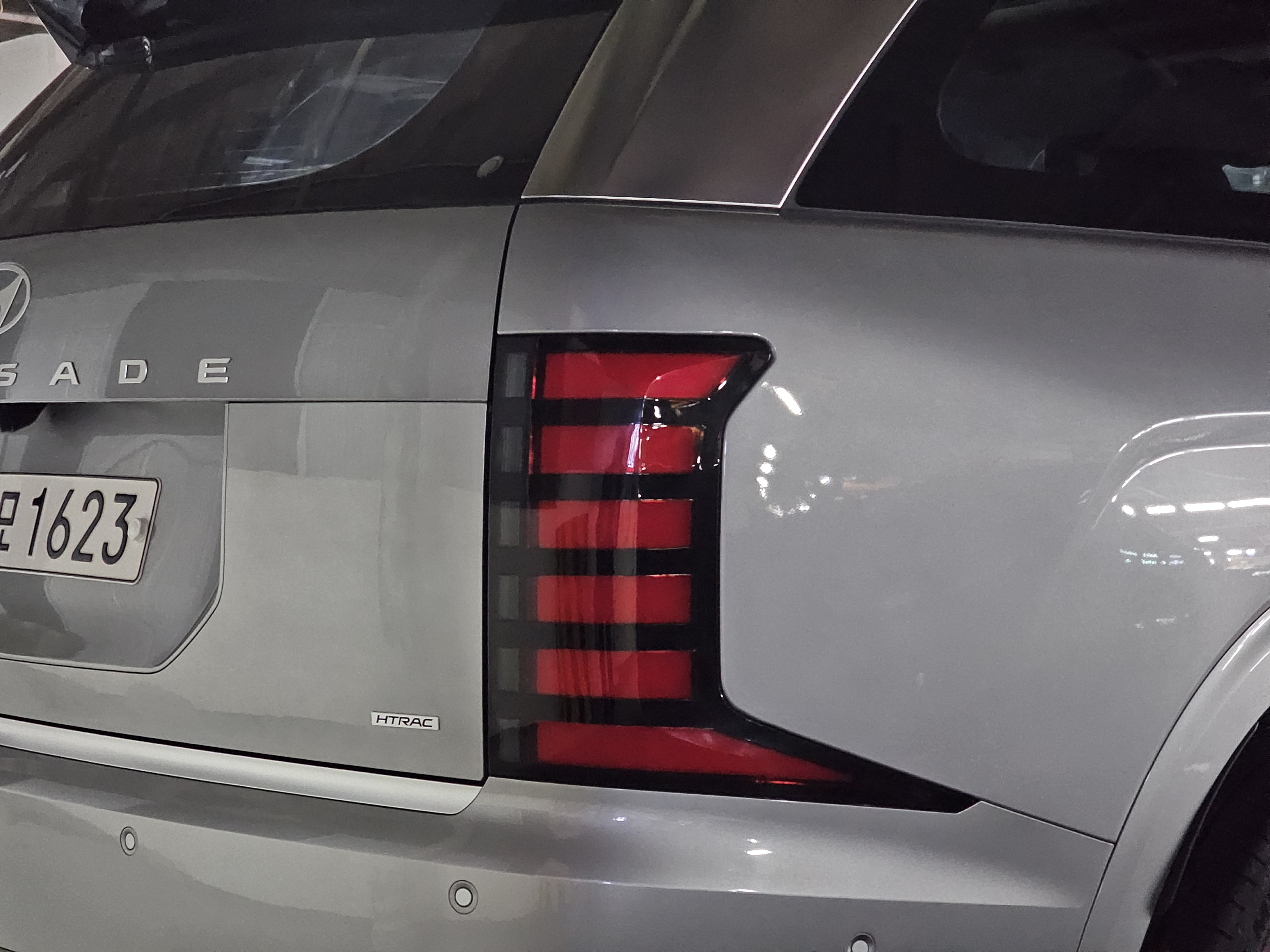
후미등

2022년 9월 LX2의 후속 모델인 3세대 팰리세이드의 테스트 뮬 형태의 시험 차량이 발견되었다. 외관은 기존 2세대 팰리세이드의 차체를 개조하여 제작된 것으로 보이며, 최근 현대자동차의 추세처럼 자동변속기는 로터리+컬럼식이다. 참고로 이런류의 테스트뮬은 외관만 비슷해 보이기만 할 뿐 파워트레인, 새시 및 언더 바디 등의 구성품은 기존 양산형과는 전혀 다르고, 외관 및 내장 디자인이 완전히 확정되기전 파워트레인, 부품 등의 시험 목적으로 운용한다고 한다. 일전에는 내연기관 엔진이 장착된 팰리세이드는 후속 모델 없이 단종되어 전기차인 아이오닉 7으로 대체될 것이라는 전망도 있었으나, 전기차는 아이오닉 7(ME1), 내연기관 차량은 팰리세이드 3세대(LX3)로 계속 이원화하여 판매되는 것으로 알려졌다. 완전 전동화 시점전까지는 잘 팔리는 주력 판매 모델에 대해서는 부분 전동화 등으로 계속해서 판매할 계획으로 보인다.
본래 2025년 3월에 양산하려 했으나, 이후 2024년 12월로 앞당겨진 것으로 알려졌다. 반대로 출시는 2024년 12월에 할 예정이었으나, 1세대 팰리세이드의 꾸준한 인기와 기타 사정으로 인해 2025년 3월로 조금 미뤄졌다가 다시 원래 계획대로 2024년 12월에 출시하는 것으로 확정지었다. 그리고 기존 모델과는 다르게 유럽 여러 국가에도 진출할 예정이며, 팰리세이드의 주력 시장인 북아메리카보다도 더욱 일찍 출시할 예정이다. 시장에는 2025년 4월 16일 오전 10시 30분에 개최하는 뉴욕 국제 오토쇼에서 공개되며, 하반기부터 2026년형으로 판매를 시작한다. 그리고 동년 8월부터 중국, 호주에도 수출한다.
세타3 2.5리터 가솔린 터보 하이브리드를 신설하고 기존 2.2리터 커먼레일 디젤 모델을 단종시키며, V6 3.8리터 앳킨슨 사이클 가솔린 직접분사 엔진은 V6 3.5리터 DOHC 엔진으로 대체한다. 또한 싼타페에 장착하는 세타3 2.5리터 가솔린 터보 엔진도 추가한다. 승차정원도 기존의 5/7인승뿐만 아니라 9인승도 추가하기로 확정해, 2007년 단종된 트라제 XG의 위치도 계승한다.
2024년 12월 6일, 디자인 공개 후 12월 20일, 주요 사양 및 가격을 공개하고 사전 계약을 시작했다.
신형 팰리세이드의 디자인은 전·후면 램프의 수직적 배치와 차체 비율 변화로 강인한 이미지를 강조한 것이 특징이다.
전면부는 수직 형태의 주간주행등(DRL)과 라디에이터 그릴이 결합해 미래지향적 이미지를 표현했다. 측면부는 프런트 오버행(차량 끝에서 바퀴 중심까지의 거리)은 기존보다 짧게, 휠베이스와 리어 오버행은 길게 디자인했다. 후면부 램프는 전면부 램프와 조화를 이루도록 수직 형상으로 탑재됐다.
실내는 ‘고급스러운 주거공간(Premium Living Space)’을 테마로 한층 넉넉해진 실내 공간에 가구 디자인에서 영감을 받은 수평적 레이아웃을 구현했다. 이전 세대 모델 대비 증대된 전장과 휠 베이스를 기반으로 넓어진 실내 공간에 대시보드 전면과 분리된 형태의 아일랜드 타입 센터 콘솔, 100W까지 충전할 수 있는 USB 충전 포트와 무선충전기, 2개의 대용량 컵홀더, 하단 수납공간, 양문으로 개방되는 콘솔박스 등이 배치됐으며 12.3인치 디지털 클러스터와 인포테인먼트 화면이 하나로 연결된 파노라믹 커브드 디스플레이로 운전자의 시인성을 높였다. 특히 현대차 최초로 1열 가운데 좌석으로 활용 가능한 센터콘솔이 적용됐으며 이로 인해 9인승 모델 선택이 가능하다.
외장 색상은 기존 색상에 에코트로닉 그레이 펄, 캐스트 아이언 브라운 펄, 갤럭시 마룬 펄, 클래지 블루 펄 등 4개의 신규 색상을 추가했으며 내장 색상은 블랙 원톤, 그레이 투톤, 브라운 투톤, 네이비 투톤, 다크그레이 투톤 등 총 5가지로 선택이 가능하다.
파워트레인은 기존 3.8 가솔린 엔진 대신 2.5 터보 가솔린 엔진을 적용한 모델이 운영되며, 현대차 최초로 2.5 터보 하이브리드 모델을 출시했다.
팰리세이드 2.5 터보 하이브리드 모델은 1.65kWh 300V급 고전압 리튬 이온 배터리를 탑재하고 실내 V2L, 스테이 모드 등의 기능이 추가되었으며 구동모터를 활용한 주행 특화기술인 E-라이드(E-Ride), E-핸들링(E-Handling), E-EHA(Electrically Evasive Handling Assist), e-DTVC(Electric Assisted Dynamic Torque Vectoring Control) 등이 적용된다.
팰리세이드 2.5 터보 가솔린 모델은 최고 출력 281마력과 최대 토크 43.0kgf∙m, 복합연비 9.7km/ℓ를 갖췄으며, 터보 시스템이 적용된다.
안전 및 편의 사양은 현대차 SUV 모델 최초로 프리뷰 전자제어 서스펜션(Electronic Controlled Suspension, ECS)이 적용됐으며 횡풍 안전 제어(CSC, Crosswind Stability Control), 빌트인 캠 2 Plus, 후방 모니터(RVM, Rear View Monitor)·디지털 센터 미러(DCM) 카메라 클리닝 기능 등이 적용됐다.
또한 무선소프트웨어 업데이트(OTA), 실내 지문 인증 시스템(개인화, 시동, 결제), BOSE 프리미엄 사운드(14스피커, 외장앰프), 인카페이먼트, 현대 디지털키 2, 현대 AI 어시스턴트 등이 적용됐다.
가격은 2.5 터보 가솔린 9인승 익스클루시브 4,383만 원, 프레스티지 4,936만 원, 캘리그래피 5,586만 원이며, 7인승 익스클루시브 4,516만 원, 프레스티지 5,099만 원, 캘리그래피 5,794만 원이다. 2.5 터보 하이브리드 모델은 9인승 익스클루시브 4,982만 원, 프레스티지 5,536만 원, 캘리그래피 6,186만 원이며, 7인승, 익스클루시브 5,146만 원, 프레스티지 5,729만 원, 캘리그래피 6,424만 원이다.

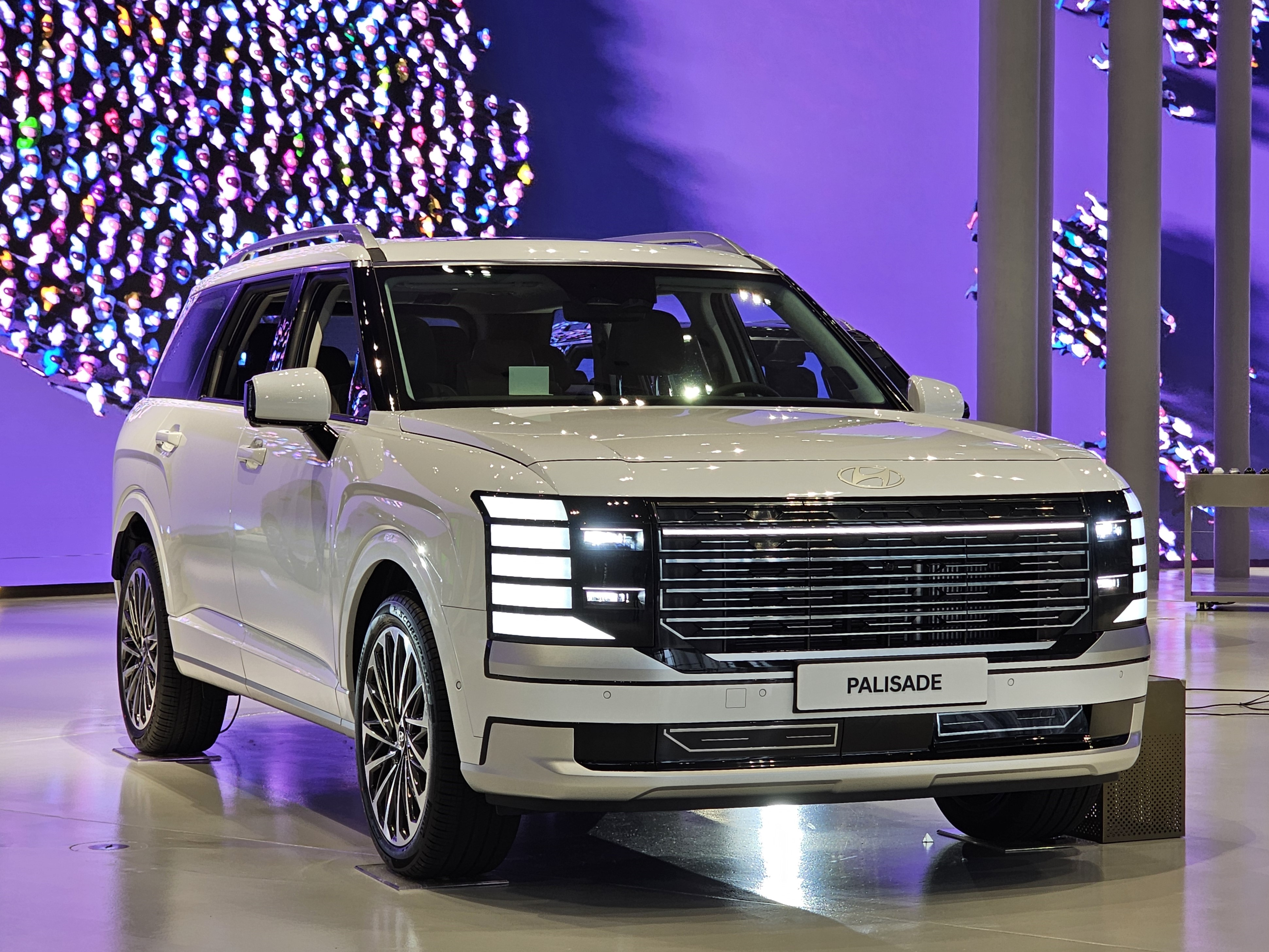
현대 디 올 뉴 팰리세이드 전측면
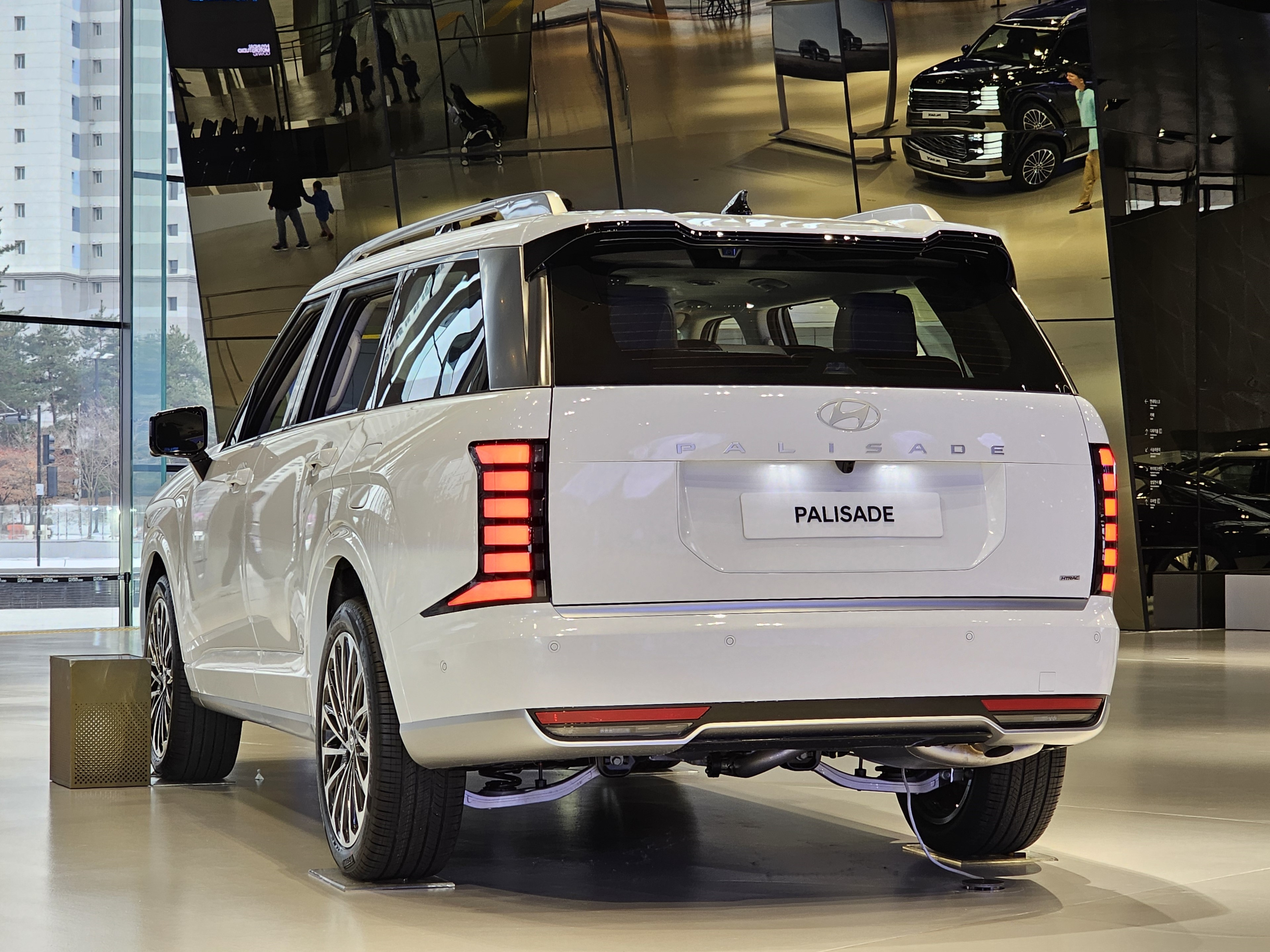
현대 팰리세이드 후측면
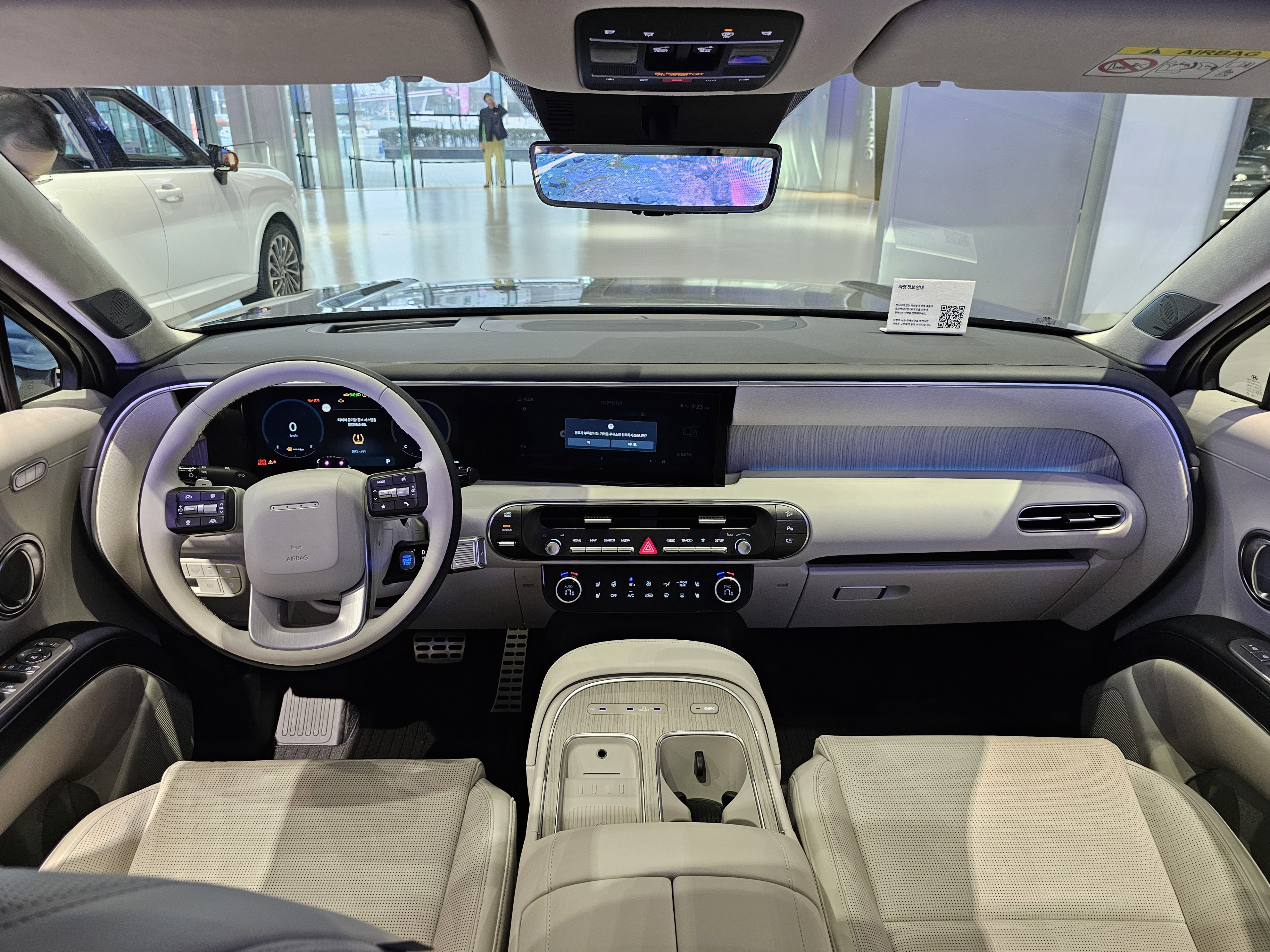
캘리그라피 실내

2025년 2월 중 오픈 예정인 ‘블루링크 스토어’를 통해 라이팅 패턴, 디스플레이 테마, 스트리밍 플러스, 스트리밍 프리미엄 등의 디지털 사양을 추가로 구매할 수 있다.

#### 제원
| 구분                | 가솔린 2.5 T       | 2.5 T 하이브리드             |
| ------------------- | ------------------ | ---------------------------- |
| 전장(mm)            | 5,060              | 5,060                        |
| 전폭(mm)            | 1,980              | 1,980                        |
| 전고(mm)            | 1,805              | 1,805                        |
| 축거(mm)            | 2,970              | 2,970                        |
| 윤거(전, mm)        | 1,711              | 1,711                        |
| 윤거(후, mm)        | 1,723              | 1,723                        |
| 엔진 형식           | Smartstream G2.5T  | Smartstream G2.5T 하이브리드 |
| 연료탱크용량(ℓ)     | 72                 | 72                           |
| 배기량(cc)          | 2,497              | 2,497                        |
| 최고 출력(ps/rpm)   | 281 / 5,800        | 262 / 5,800                  |
| 최대 토크(kg*m/rpm) | 43.0 / 1,700~4,000 | 36.0 / 1,800~4,500           |

### 팰리세이드 XRT Pro (2025년7월~현재)
2025년 4월 16일에 2025 뉴욕 국제 오토쇼에서 팰리세이드 XRT Pro 모델이 세계 최초로 공개됐다. XRT Pro는 기존 XRT 트림 대비 오프로드 성능이 강화된 트림이다. 전자식 AWD와 후륜 E-LSD, 18인치 올 터레인 타이어가 적용됐다. 또한, 기본 모델 대비 25mm 높아진 212mm의 최저 지상고를 확보했으며, 전∙후면 노출형 토잉 훅이 적용됐다. 그 외에도 XRT Pro 전용 18인치 알로이 휠, XRT Pro 엠블럼과 함께 전면 그릴, 클래딩 등이 적용됐다.
팰리세이드 XRT Pro는 올해 하반기 북미에 출시되었다.

## 역대 슬로건
- 당신만의 영혼을 찾아서 (팰리세이드)
- aiwys remarkable (팰리세이드)
- 당신의 모든세상 (더뉴 팰리세이드)
- 세상을 품는 힘 (디 올뉴 팰리세이드)

## 경사로 전복사고 논란
- 전북 미륵산에서 해당 차량이 시동이 꺼진 채 전복사고를 일으켜 논란이 되었다.[12]

## 경쟁 차종
- 기아자동차 - 모하비, 텔루라이드 ev9
- 쉐보레 - 트래버스
- 쌍용자동차 -  올 뉴 렉스턴
- 혼다 - 파일럿
- 포드 - 익스플로러, 포드 플렉스
- 폭스바겐 - 투아렉, 아틀라스
- 지프 - 그랜드 체로키
- 닛산 - 패스파인더

## 수상 내역
- 미국 카 앤 드라이버 <2025 에디터스 초이스 어워즈> - '중형 SUV' 부문